# Első porosz felkelés
Első porosz felkelés: A balti porosz lakosságnak a Német Lovagrend ellen folytatott harca, 1242 és 1253 között. A harc akkor robbant ki, amikor a Német Lovagrend vereséget szenvedett az oroszoktól a befagyott Csúd-tavon 1242. április 5-én, mikor Északnyugat-Oroszországot akarták meghódítani.

## Előzmények
A poroszok déli szomszédjuk Lengyelország ellen a 13. században állandó rablóhadjáratokat intéztek. A balti nép pogány volt, s vallásához makacsul ragaszkodott, társadalmuk agresszív papok befolyása alatt állt, akik tudva, hogy a keresztény vallás elterjedésével hatalmuk is veszélybe jut, állandóan biztatták a népet a lengyelek elleni háborúra és a hittérítők kínhalállal való elpusztítására. Vértanúságot szenvedett a porosz hittérítő útján a Magyarországon is ismert Szent Adalbert. Bár néhány térítő tevékenység nem volt eredménytelen, a kulmi püspökség területén számos megtért porosz élt, s egy Sarvabuno nevű nemzetségfő, ill. annak népe is keresztény lett és a kulmi püspökhöz csatlakozott.
A poroszok Pomerániát és Litvániát is pusztították, s a fejedelemségekre tagolódott Lengyelország is egyre nehezebben tudta feltartani támadásaikat. A közös lengyel–pomerán keresztes hadjáratok megtérítésükre és leigázásukra is elbuktak.

### A Német Lovagrend a Baltikumban
1210-ben II. Valdemár dán király eredménytelen poroszországi keresztes hadjárata idejében a hittérítő akciók már mind kudarcba fulladtak. Konrád lengyel fejedelem, Mazóvia hercegéhez Erdélyből menekült a Német Lovagrend. A lovagok korábban ott nyertek birtokot és privilégiumokat, ennek fejében le kellett volna igázniuk és megtéríteniük a kunokat. A rend kiváltságaival azonban visszaélt és önálló állam alapítására törekedett, ezért fegyverrel űzték el őket. Konrád felkínálta nekik a lehetőséget a poroszok meghódítására, de cserébe a meghódított földek jelentős részét át kellett volna adni nekik. Salzai Hermann a rend nagymestere megszerezte előbb a német császár, majd Gergely pápa támogatását, kik biztosították afelől, hogy a jövőben meghódítandó földek „állandó használatra” a Német Lovagrendhez kerülnek.
1233-ban a rend megindította keresztes hadjáratait és a következő hat évben meghódították Pogezániát, Pomezániát, Natangiát és Warmiát. Sok helyen erőszakkal térítették meg a poroszokat, nem pedig irtották, s megkezdték a terület feudális megszervezését. Többek közt a földesúri alávetettség és a régi szabadság elvesztése volt az, ami miatt a porosz lakosság állandóan zúgolódott. A hódítókkal szemben azonban eredményesen nem vehették fel a versenyt, mert a porosz törzsek általában nem léptek szövetségre egymással.
A lovagrend 1237-ben elnyerte a feloszlatott Kardtestvérek rendje kelet-balti (livóniai) területeit, s megpróbált keletnek, az orosz területek felé is expanziót végrehajtani. A novgorodiak Alekszandr Jaroszlavics „Nyevszkij” vezetésével megsemmisítő vereséget mértek a Csúd-tavon, az ún. „Jégcsatában” a teuton és kardlovagok seregére.

## A felkelés
Mihelyst hír jött az oroszföldi vereségről, a Natangia, Pomezánia, Warmia és Pogezánia még pogány lakossága rögvest fellázadt és sikerült csatlakozásra bírniuk a keresztényeket is, valamint keletről, a még szabad porosz törzsi területekről is rengeteg önkéntesük jött.
A lovagrend évek óta gazdasági vitákat folytatott a pomerán herceggel II. Świętopełk (Swantopolk) a visztulai révek kezelése ügyében. Świętopełk szövetségre lépett a poroszokkal és seregével elfoglalta a Kulmot, a lovagrend központi területét, mely a poroszországi hódítások támaszpontja volt.
Az egyesült porosz–pomerán erők egymás után vették be a várakat és városokat, s azokat a földdel tették egyenlővé. A pogányok a lovagok korábbi túlkapásai miatt megölték az országba betelepült németeket és lengyeleket.
Ugyanakkor a poroszok és a pomeránok egyesült erővel betörtek a szomszédos Nagy-Lengyelországba (Wiełkopołska). A lengyelek ekkor még nem hagyták cserben a jóváhagyásukkal megtelepedett lovagokat. Kázmér kujáviai herceg hadjáratot indított a rend megsegítésére, akinek ekkora már csak öt vár maradt a kezében. A lengyel–lovagrendi sereg visszaverte a porosz–pomerán hadakat. Świętopełk rövid fegyverszünetet kért, ehhez biztosítékul Mściwoj nevű fiát adta túszult, s ezt az időt friss sereg toborzására használta fel. Új hadával betört porosz területekre, egyesült szövetségeseivel és 1243 júniusában a Rensen-tó mellett teljesen bekerítettek és megsemmisítettek egy rendi sereget.
Kázmér herceg és II. (Harcias) Frigyes osztrák herceg keresztes sereggel jött a bajba jutott német lovagok segítségére.
1244-ben a lovagrend megint egy nagy csapást szenvedett el: a gázai ütközetben majdnem négyszáz Szentföldön harcolt lovagjuk esett el, s a poroszok betörtek Kujáviába. Lübeck Hanza város a Német Lovagrenddel közös hadjáratot indított 1246-ban, amelyet nemcsak a felkelők, hanem az őket segítő Sambia porosz törzse ellen is vezettek, ezzel a harc még a keleti szabad régiókra is átterjedt.
Świętopełk 1248-ban békét kötött a lovagrenddel, s magára hagyta poroszokat. A keresztény felkelők 1249-ben Christburgban pedig von Lüttich pápai delegált közbenjárására, egyezséget kötöttek a lovagokkal. A christburgi szerződés értelmében a keresztény poroszok, akik újra meghódoltak, megőrizhették a személyi szabadságukat és nagyarányú kiváltságokat biztosítottak nekik.
A pogányok ellen egészen 1253-ig folytatták a harcot, míg végül leverték az ellenállókat. Nem sokkal ezután a keresztesek újabb 60 ezer fős serege érkezett Csehországból és Dél-Németországból Poroszországba, s az ún. északi keresztes hadjárat keretében meghódították Samlandot, lakóit keresztvíz alá terelték. Ekkor került sor a Twangste-erdőben egy porosz mentsvár elfoglalására, ahol 1255-ben Königsberg néven várost alapítottak, amely a nevét II. Ottokár cseh királyról kapta, nem pedig egy német, még kevésbé egy Hohenzollern uralkodó után, ahogy azt a német nacionalista történészek bizonygatni akarták.

## További események
A rend folytatta hódításait Poroszországban. Meghódoltatta újból Natangent és Nadrauiát is. Ez a felkelés a balti lakosság részéről még nem hozott nagy véráldozatot. 1260-ig nem volt nagyobb megmozdulás, s akkor is már későn a szabad porosz törzsek megpróbáltak összefogni.